# Liodopria
Liodopria är ett släkte av skalbaggar som beskrevs av Edmund Reitter 1909. Liodopria ingår i familjen mycelbaggar.
Släktet innehåller bara arten Liodopria serricornis.